# トラクストン・ヘア
トラクストン・ヘア（Thomas Truxton Hare、1878年10月12日 - 1956年2月2日）は、アメリカ合衆国ペンシルベニア州フィラデルフィア出身の陸上競技選手。ハンマー投と混成競技で活躍した選手である。

## 経歴
ヘアは1900年パリオリンピックと1904年セントルイスオリンピックに出場した。パリ大会ではハンマー投、円盤投と砲丸投に出場した。ハンマー投では46.26mの記録で、アメリカのジョン・フラナガンに次いで銀メダルを獲得した。砲丸投は8位、円盤投は記録なしに終わった。
1904年セントルイスオリンピックでは、十種競技（100yd、砲丸投、走高跳、880yd競歩、ハンマー投、棒高跳、120ydハードル、重錘投、走幅跳、1マイル）に出場し、イギリスのトム・キーリー、アメリカのアダム・ガンに次いで銅メダルを獲得した。